# Flute Fraternity
Flute Fraternity est un album de jazz West Coast des flûtistes, saxophonistes et clarinettistes Herbie Mann et Buddy Collette. 

## Enregistrement

### Musiciens
La session d'enregistrement est interprétée par un quintet composé de:
- Herbie Mann (fl, afl, cl, ts), Buddy Collette (fl, afl, cl, ts, as), Jimmy Rowles (p, cel), Buddy Clark (b), Mel Lewis (d).

### Dates et lieux
- Hollywood, Los Angeles, Californie, juillet 1957.

## Titres
| N°     | Titre                        | Compositeur                               | Durée |
| ------ | ---------------------------- | ----------------------------------------- | ----- |
| Face 1 |                              |                                           |       |
| 1.     | Herbie's Buddy               | Herbie Mann                               |       |
| 2.     | Perdido                      | Juan Tizol, Ervin Drake, H.J. Lengsfelder |       |
| 3.     | Baubles, Bangles and Beads   | George Forrest, Robert Wright             |       |
| 4.     | Give a Little Whistle        | Leigh Harline, Ned Washington             |       |
|        |                              |                                           |       |
| Face 2 |                              |                                           |       |
| 5.     | Here's Pete                  | Pete Rugolo                               |       |
| 6.     | Theme from "Theme from"      | Herbie Mann                               |       |
| 7.     | Nancy with the Laughing Face | James Van Heusen, Phil Silvers            |       |
| 8.     | Morning After                | Chico Hamilton                            |       |

## Discographie
- 1957, Mode Records - MOD-LP #114 (LP)

## Référence
- Joe Quinn, Liner notes de l'album Mode Records, 1957.